# César Nombela Cano
César Nombela Cano (Carriches, 6 novembre 1946 – Madrid, 14 ottobre 2022) è stato un microbiologo spagnolo.
Ha condotto ricerche sui microorganismi patogeni. Ha affiancato l'attività accademica con la gestione di organismi scientifici. Dal 1996 al 2000 è stato presidente del Consejo Superior de Investigaciones Científicas. Dal 2013 al 2017 è stato rettore dell'Universidad Internacional Menéndez Pelayo.

## Biografia
Studiò all'Instituto Ramiro de Maeztu di Madrid e si laureò in farmacia e scienze chimiche all'Università Complutense di Madrid; nel 1972 conseguì il dottorato all'Università di Salamanca. Nei tre anni seguenti fu all'Università di New York con Severo Ochoa e all'Istituto Roche di biologia molecolare.
Nel 1975 tornò in Spagna, entrò all'Istituto di Microbiologia Biochimica del Consejo Superior de Investigaciones Científicas di Salamanca e successivamente all'Università Complutense, dove ottenne la cattedra di microbiologia nel Dipartimento di Microbiologia II della Facoltà di Farmacia. Dal 1996 al 2000 fu presidente del Consejo Superior de Investigaciones Científicas. Ha presieduto anche il Consejo Nacional de Especialidades Farmacéuticas e la Federazione Europea delle Società di Microbiologia. Appartiene all'Academia Europæa e dal 2006 è accademico di numero della Real Academia Nacional de Farmacia.
È stato fondatore e direttore del Centro di Sequenziamento Automatizzato del DNA dell'Università Complutense. È stato presidente della Fondazione Carmen y Severo Ochoa per nomina testamentaria dello scienziato premio Nobel. Oltre all'attività di organizzazione e di ricerca si è dedicato anche alla bioetica nel Comité Asesor de Ética para la Investigación Científica y Tecnológica, di cui è stato presidente (2002-2005) e nel Comitato di Bioetica dell'UNESCO. Nel 2007 è stato nominato membro del primo Comitato di bioetica di Spagna. Nel gennaio del 2013 è stato nominato rettore dell'Universidad Internacional Menéndez Pelayo.

## Opere
È autore di più di 180 articoli di ricerca originale, relatore di più di 25 tesi di dottorato, pubblica anche articoli di divulgazione e dibattito pubblico in materie come la bioetica, la politica universitaria e la politica scientifica.
- Nombela, César, Células madre, encrucijadas biológicas para la medicina, Editorial Edaf, 2007, ISBN 978-84-414-1823-3.

- César Nombela, El conocimiento científico como referente político en el siglo XXI, Fundación BBVA, 2004, ISBN 978-84-95163-89-9.

- M. Snyder, César Nombela, Signal transduction pathaways essential for yeast morphogenesis, Instituto Juan March, 1995, ISBN 978-84-7919-535-9.

- Fernando Baquero, César Nombela; Gail H. Cassell, José A. Gutierrez-Fuentes, Evolutionary Biology of Bacterial and Fungal Pathogens, Washington, DC, ASM Press, 2008, ISBN 978-1-55581-414-4.

- César Nombela Cano, Carlos Simón Vallés, Células madre, CSIC, 2010, ISBN 978-84-00-09187-3.

- Conrado Giménez, Fernando de Haro, César Nombela, Mónica López Barahona, Vive, vive siempre, Ediciones Encuentro, 2009, ISBN 978-84-7490-994-4.